# Dia Internacional da Diversidade Biológica

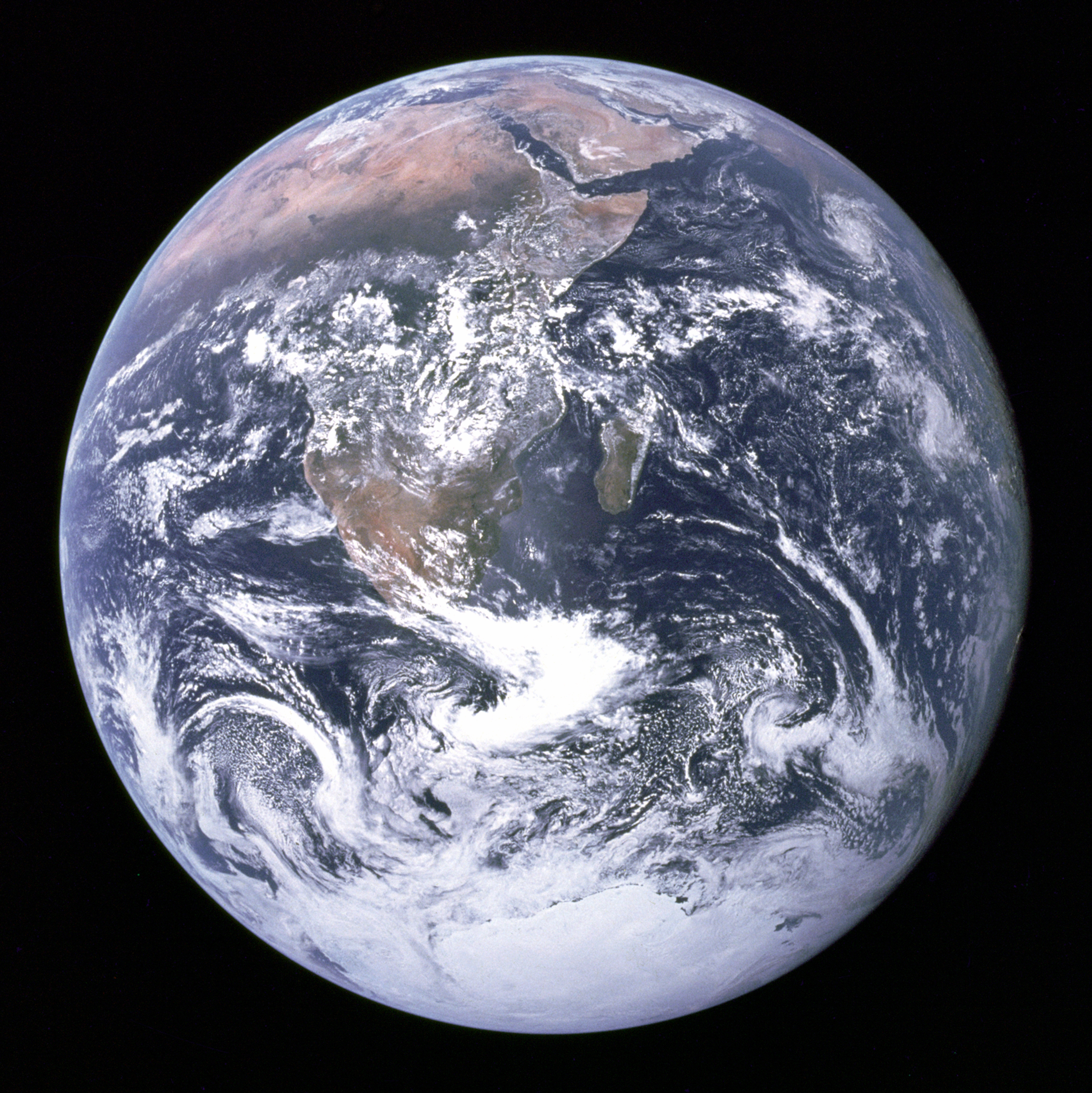
A Terra vista a partir da Apollo 17. O primeiro Dia Internacional para a Diversidade Biológica foi celebrado 28 anos após a missão.

O Dia Internacional da Diversidade Biológica (ou Dia Mundial da Biodiversidade) é um dia internacional sancionado pelas Nações Unidas para a promoção de assuntos relacionados com a biodiversidade. É atualmente celebrado a 22 de maio.
O Dia Internacional da Diversidade Biológica decorre no âmbito da Agenda de Desenvolvimento da ONU pós-2015, os Objetivos de Desenvolvimento Sustentável. No âmbito de uma iniciativa alargada de cooperação internacional, o tópico de biodiversidade importa a parceiros envolvidos em agricultura sustentável; desertificação, degradação do solo e seca; água e saneamento; saúde e desenvolvimento sustentável; energia; ciência, tecnologia e inovação; compartilhamento de conhecimento e desenvolvimento de capacidades; resiliência urbana e adaptação; mobilidade sustentável; mudanças climáticas e redução do risco de desastres; oceanos e mares; florestas; grupos vulneráveis incluindo povos indígenas; e segurança alimentar. O papel crucial da biodiversidade no desenvolvimento sustentável foi reconhecido num documento que resultou da conferência Rio+20, "The World We Want: A Future for All".
Desde a sua instituição pela Segunda Comissão da Assembleia Geral das Nações Unidas em 1993 e até 2000, foi celebrado a 29 de dezembro para relembrar o dia em que a Convenção sobre Diversidade Biológica entrou em vigor. Em 20 de dezembro de 2000, a data foi alterada para comemorar a adoção da Convenção a 22 de Maio de 1992, na Conferência das Nações Unidas sobre o Meio Ambiente e o Desenvolvimento, no Rio de Janeiro, e parcialmente para evitar outras datas comemorativas que ocorrem no fim de Dezembro.

## Tema
| Ano  | Tema                                                                              |
| ---- | --------------------------------------------------------------------------------- |
| 2000 | Dedicado à biodiversidade das florestas                                           |
| 2003 | Biodiversidade e alívio da pobreza - desafios para um desenvolvimento sustentável |
| 2004 | Biodiversidade: Comida, Água e Saúde para Todos                                   |
| 2005 | Biodiversidade: Seguro de Vida para o nosso Mundo em Mudança                      |
| 2006 | Proteger a Biodiversidade em Terras Áridas                                        |
| 2007 | Biodiversidade e Mudanças Climáticas                                              |
| 2008 | Biodiversidade e Agricultura                                                      |
| 2009 | Espécies Invasoras                                                                |
| 2010 | Biodiversidade, Desenvolvimento e redução da pobreza                              |
| 2011 | Biodiversidade das Florestas                                                      |
| 2012 | Biodiversidade Marinha                                                            |
| 2013 | Água e Biodiversidade                                                             |
| 2014 | Biodiversidade em Ilhas                                                           |
| 2015 | Convenção sobre Diversidade Biológica                                             |
| 2016 | Biodiversidade no Mainstream; Sustentando Pessoas e o seu Meio de Vida            |
| 2017 | Biodiversidade e Turismo Sustentável                                              |
| 2018 | Celebração de 25 Anos de Acção pela Biodiversidade                                |
| 2019 | A nossa Biodiversidade, a Nossa Comida, a Nossa Saúde                             |
| 2020 | As nossas soluções estão na natureza                                              |
| 2021 | Somos parte da solução #ForNature                                                 |
| 2022 | Construindo um futuro partilhado para toda a Vida                                 |